# Бриџеш Лоренс
Бриџеш Лоренс (енгл. Brijesh Lawrence; Сент Питер Бастер, 27. децембар 1989) је атлетичар који наступа за карипску државу Свети Китс и Невис. Његова специјалност су спринтерске дисциплине, а члан је и националне штафете 4 х 100 м, са којом је и национални рекордер.

## Спортска биографија
Званично се почео такмичи крајем 2007. године. Прво велико такмичење на којем је учествовао биле су Игре Комонвелта 2010. у Њу Делхију, где је стигао до четвртфинала на 100 метара. Током првенства Средње Америке и Кариба 2011. елиминисан је у квалификацијама на 100 и 200 метара, али је освојио бронзану медаљу са штафетом 4 х 100 метара. Исте године на Светском првенству у Тегуу у квалификацијама, штафета у саставу:Џејсон Роџерс, Ким Колинс, Антван Адамс и Бриџеш Лоренс поставила је нови национални рекорд резултатом 38,47 сек, а затим у финалу након испададања штафета Уједињеног Краљевства и САД због погрешне последње измене за 0,01 сек. је победила представнике Пољске и освојила бронзану медаљу. На крају сезоне 2011. заједно са националном штафетом 4 к 100 метара, освојио је сребро на Пан Америчким играма.
У 2012. је био члан штафете 4 к 100 м, на Олимпијским играма у Лондонуу која је испала у полуфиналу, али је поставила нови тренутно важећи национални рекорд 38,41. Штафета је трчала у цаставу: Лестрод Роланд, Џејсон Роџерс, Антоан Адамс и Бриџеш Лоренс.

## Лични рекорди
- 60 м: 6,64 с, 19. фебруар 2011, Линколн
- 100 м: 10,28 с, 26. мај 2011, Марион
- 200 м: 20,59 с, 28. мај 2011, Марион

Дворана: 20,99 с, 19. фебруар 2011, Линколн